# کنتارو کاکوی
کنتارو کاکوی (انگلیسی: Kentaro Kakoi؛ زادهٔ ۲۳ آوریل ۱۹۹۱) بازیکن فوتبال اهل ژاپن است.
از باشگاه‌هایی که در آن بازی کرده‌است می‌توان به باشگاه فوتبال توکیو اشاره کرد.